# 鉢
鉢（はち）とは、皿より深く、壺よりは浅く、口の開いた容器のことである。一般的には上面が広く開いている入れ物のうち、深めの形状のものを指す。浅い形状のものは皿、中間的な形状のものは皿鉢という。
材質や形状は特に問わない。
陶磁器製、金属製、ガラス製、石製、木製、プラスチック製のものなどがあり、形は円形が多いが、四角形、八角形などの多角形、花形や雲形などさまざまの形態の鉢もみられる。

## 歴史
鉢の語源は梵語にまで遡る。元は僧侶が托鉢の際にもつ容器を指す梵語Patra（パートラ）の音訳である鉢多羅（はったら=応量器）で、この托鉢僧が用いた容器が一般化して鉢になったと言われる。鉢のような容器は、縄文土器や弥生土器にも見られる。神前の供器としても利用されてきた。

## 種類
形状や用途によって分けられる。
- 形状による分類
  - 平鉢
  - 深鉢
  - 小鉢
- 用途による分類
  - 植木鉢
  - 火鉢
  - 菓子鉢
  - 金魚鉢
  - すり鉢
  - 丼鉢

など

## 派生用法
- 形状が似ているため、頭蓋骨のことを鉢ともいう。鉢合わせ、鉢巻などの用例はそれに由来する。
- 日本の兜における頭頂部を覆う部分のことも同様にそう呼ばれ、旧日本軍や自衛隊においても戦闘用ヘルメットのことを「鉄鉢（てっぱち）」という俗称で呼んでいる。
- 処女の女陰の異名を鉢または新鉢（あらばち）と言うことがある（新鉢は処女そのものを指すこともある）。